# Marcela Correa
Marcela María Correa Maturana (Santiago de Chile, 1963) es una escultora y artista visual chilena.
Estudió arte en la Pontificia Universidad Católica de Chile con una especialización realizada en la Escuela de Bellas Artes de París. En su trabajo se observa un «discurso escultórico que busca evidenciar los procesos, los forzamientos del material, las formas y los vacíos» que surge a través del uso de grandes formatos y «de la mezcla de materiales variados como madera, piedra y piezas metálicas recolectadas con las que experimenta y combina aprovechando sus formas y características propias para lograr armónicas composiciones que refieren tanto a lo orgánico y al entorno natural como construcciones y texturas del mundo industrial».
El año 2003 recibió una nominación al Premio Altazor de las Artes Nacionales en la categoría Escultura por Natural sintético; mientras que en 2007 ganó este galardón en la misma categoría por Campana. En 2008, vuelve a ser nominada en dicha categoría por Lleno de Aire.
Ha participado en varias exposiciones individuales y colectivas durante su carrera, entre ellas las muestras El Acero en la Escultura y Ferroesculturas del Museo Nacional de Bellas Artes de Chile (1990 y 1991 respectivamente), la XI Bienal Internacional de Arte de Valparaíso (1994), la exposición Del otro lado, Arte Contemporáneo de Mujeres en Chile del Centro Cultural Palacio de La Moneda (1998), entre otras exposiciones en Chile, Argentina y Estados Unidos.